# أغيا فارفارا
أييا فارفارا (Αγία Βαρβάρα) هي مدينة في إقليم أتيكا في اليونان.
يبلغ عدد سكانها حوالي 33286 نسمة.